# Victor (football, 1983)
Pour les articles homonymes, voir Victor.
Victor Leandro Bagy dit Victor, né le 21 janvier 1983 à Santo Anastácio, est un ancien footballeur international brésilien évoluant au poste de gardien de but.

## Biographie

### En club
Il commence sa carrière professionnelle au Paulista FC où il remporte la Coupe du Brésil en 2005. En 2008, il est transféré au Grêmio Porto Alegrense.  
Après quatre années au Grêmio, Victor signe le 29 juin 2012 à l'Atlético Mineiro pour cinq ans et 3,5 M€. 

### En sélection nationale
Ses performances lui permettent d'être nommé meilleur gardien du Championnat du Brésil en 2008 et d'être appelé en équipe nationale du Brésil pour le compte de la Coupe des confédérations 2009 par Dunga alors qu'il ne compte aucune sélection en compagnie de Júlio César et Gomes.

## Palmarès

### En club
- Paulista FC
  - Vainqueur de la Coupe du Brésil (1): 2005.

- Atlético Mineiro
  - Vainqueur de la Copa Libertadores (1): 2013.
  - Vainqueur du Championnat du Minas Gerais (3): 2013, 2015 et 2017.
  - Vainqueur de la Recopa Sudamericana (1): 2014.
  - Vainqueur de la Coupe du Brésil (1): 2014.
  - Troisième de la Coupe du monde des clubs de la FIFA 2013.

### En équipe nationale
- Brésil
  - Vainqueur de la Coupe des confédérations en 2009.

## Distinction personnelle
- Élu meilleur gardien du Championnat du Brésil : 2008
- Ballon d'argent brésilien en 2009